# Garethjonesia lacunosispora
Garethjonesia lacunosispora är en svampart som beskrevs av K.D. Hyde 1992. Garethjonesia lacunosispora ingår i släktet Garethjonesia, klassen Sordariomycetes, divisionen sporsäcksvampar och riket svampar.  Inga underarter finns listade i Catalogue of Life.